# Bete (letra)
Bete, bet, beth, ou vet é a segunda letra de muitos alfabetos semitas, incluindo o fenício, o aramaico, o siríaco, o hebraico e o árabe. Tem o valor de uma oclusiva bilabial sonora, IPA /b/.
O nome da letra significa "casa" em diversas línguas semitas (hebraico: bayit, árabe: bayt), e ela parece derivar de uma figura dos alfabetos da Idade do Bronze que representava uma casa, através da acrofonia.
A letra fenícia deu origem ao Β (beta) grego, ao B latim, e ao Б e В do cirílico.

## Bet/vet hebraico
A letra hebraica representa dois fonemas diferentes: um som de "b" (/b/) (bet) e um de "v" (/v/) (vet). Os dois são distinguidos por um ponto (chamado de daguesh) no centro da letra para /b/ e sem o ponto para /v/.
A letra é chamada de bet e vet, de acordo com a pronúncia do hebraico israelense moderno, bet e vet (/bɛjt/), em Israel e para a maioria dos judeus familiares com o hebraico, embora alguns falantes não-israelenses do hebraico asquenaze o pronunciem beis e veis (/bejs/), e alguns judeus o pronunciem como beth e veth (/beθ/). É denominado também de beth, de acordo com a pronúncia do hebraico tiberino, em alguns círculos acadêmicos.

### Variações da forma escrita/pronúncia
| Nome | Símbolo | IPA | Transliteração | Exemplo |
| ---- | ------- | --- | -------------- | ------- |
| Vet  | ב       | /v/ | bh             | vote    |
| Bet  | בּ       | /b/ | b              | bota    |

#### Bet com o daguesh
Quando o Bet tiver um "ponto" em seu centro, conhecido como daguesh, então ela representa /b/. Existem diversas regras na gramática hebraica que estipulam quando e por quê um daguesh é utilizado.

#### Bet sem o daguesh (Vet)
Quando a letra aparecer como  ב sem o daguesh ("ponto") em seu centro, ela representa uma fricativa labiodental sonora: /v/.

### Significado de ב, místico ou não
Bet na gematria simboliza o número 2 (dois).
Como um prefixo, a letra bet pode funcionar como uma preposição, significando "em" ou "com".
O Bet é a primeira letra da Torá. Como Bet é a número 2 na gematria, diz-se que isto simboliza que existem duas partes na Torá: a Torá Escrita e a Torá Oral.
Rashi afirma que a letra é fechada em três de seus lados e aberta no outro; isto ensina que se pode questionar sobre o que ocorreu depois da criação, mas não sobre o que ocorreu antes dela, ou sobre o que está em cima dos céus ou abaixo da terra.

## Beth siríaco
No alfabeto siríaco, a segunda letra é ܒ — Beth (ܒܝܬ). É uma das seis letras que representam dois sons associados a ela (as outras são Guímel, Dalet, Caf, Pe e Taw). Quando o Beth tem uma pronúncia dita "dura" (qûššāyâ) ele é uma [b]. Quando o Beth tem uma pronúncia "suave" (rûkkāḵâ) é pronunciado tradicionalmente como uma [v]. No entanto, nos dialetos orientais, o Beth suave é pronunciado mais costumeiramente como uma [w], e pode formar ditongos com a vogal que o precede. Se o Beth deve ser pronunciado como um som duro ou suave é geralmente determinado pelo seu contexto dentro da palavra. Entretanto, onde ele estiver tradicionalmente geminado dentro de uma palavra, mesmo em dialetos que não distinguem mais entre consoantes sozinhas e dobradas, ele se torna duro. No dialeto siríaco do Ocidente, ele é quase sempre pronunciado com seu som duro.
Beth, quando colocado no início de uma palavra, representa a preposição 'em, como'. Como numeral, a letra representa o número 2, e, ao se utilizar diversos sistemas de sinais acima ou abaixo dela, pode significar 2.000 ou 20.000.

## bāʼárabe
No idioma árabe a letra é denominada bāʼ, e se escreve de diversas maneiras, dependendo de sua posição na palavra:
| Posição | Posição | Posição | Posição | Posição |
| Isolada | Inicial | Média   | Final   |         |
| ------- | ------- | ------- | ------- | ------- |
| ب       | بـ‍      | ـبـ     | ـب      |         |

O Bāʼ-kasra (بِـ, /bi/) é usado como um prefixo em árabe, significando aproximadamente a preposição "com".